# الأخميمية (عمل)
الأعمال الأخميمية هو تقسيم جُغرافي مصري استُحدث في عصر الدولة الفاطمية على أجزاء من أراضي كورة أخميم وأبشاية القديمة وهي من كور الوجه القبلي، وكانت قاعدتها مدينة أخميم، وظل العمل قائمًا بهذه الأعمال حتى بداية العصر العثماني في مصر.

## نواحي الأعمال الأخميمية

### نواحي لا زالت موجودة إلى اليوم
| المحافظة | المركز  | القرى                                                                                          |
| -------- | ------- | ---------------------------------------------------------------------------------------------- |
| سوهاج    | أخميم   | أخميم · السلمونية · البيارت                                                                    |
| سوهاج    | البلينا | الحراجية                                                                                       |
| سوهاج    | المراغة | المراغات · زماخير · شندويد                                                                     |
| سوهاج    | المنشأة | منشية أخميم · بيت بمون · جزاير أبو ابشاده                                                      |
| سوهاج    | جرجا    | دجرجا                                                                                          |
| سوهاج    | ساقلتة  | ساقية قلته · سفلاق · فاو                                                                       |
| سوهاج    | سوهاج   | إتفا · بلسبوره · دمنو · سوهاي · الصلعا · باجة · جزاير شندويد · قلفاو · جرف بلسفوره · الكرمانية |

### نواحي اندثرت مُحدّدة الموقع
| القرية       | ملاحظات |
| ------------ | --- |
| أبو بشادة    | ذكرها ابن الجيعان في الأعمال الأخميمية، وقد اختفت هذه القرية، ومحلها اليوم ناحيتي أولاد مامن والعنبرية.                                                                      |
| أبو هُدرى     | ذكرها ابن الجيعان في الأعمال الأخميمية، وأرضها اليوم تابعة لناحيتي روافع العيساوية والعنبرية.                                                                                |
| الحُميدية     | ذكرها ابن مماتي وابن الجيعان في الأعمال الأخميمية، ومحلها اليوم «حوض الحميدية» التابع لناحية جرجا.                                                                           |
| القلمية      | ذكرها ابن الجيعان في الأعمال الأخميمية، ومحلها اليوم «حوض القلمينة» التابع لناحية نيدة.                                                                                      |
| المِلك        | ذكرها ابن مماتي في الأعمال الأخميمية، ومحلها اليوم «حوض الملك» التابع لناحية أخميم.                                                                                          |
| جرف البغدادي | ذكرها ابن الجيعان في الأعمال الأخميمية، ومحلها اليوم «حوض الساحل» التابع لناحية الطوايل.                                                                                     |
| جزاير الجبل  | ذكرها ابن الجيعان في الأعمال الأخميمية، وأرضها اليوم موزعة بين نواحي أولاد جبارة وأولاد حمزة وجزيرة أولاد حمزة.                                                              |
| سمنت         | ذكرها ابن مماتي وابن الجيعان في الأعمال الأخميمية، ومحلها اليوم «حوض السمنتية» التابع لناحية ونينة الغربية.                                                                  |
| شنسيف        | ذكرها ابن مماتي وابن الجيعان في الأعمال الأخميمية، ومحلها اليوم «حوض الشنشيفي» التابع لناحية ساقلتة.                                                                         |
| طوخ الجبل    | ذكرها ابن مماتي وابن الجيعان في الأعمال الأخميمية، وفي العصر العثماني خربت القرية، فتوزعت أرضها على نواحي أولاد حمزة وأولاد جبارة وأولاد بهيج والمساعيد حديثة الإنشاء وقتها. |

### نواحي اندثرت مجهولة الموقع
- الرملة بالبيارات[16]
- المسروقية[5]
- جرف ايدمر الجاشنكير[15]
- جزيرة شهانة[15]